# Тер-Акопян, Норайр Бадамович
Норайр Бадамович Тер-Акопян (15 января 1926, Ленинакан — 25 января 2007, Москва) — советский и российский учёный-историк, марксовед, специалист по истории Голландии и по истории первобытного общества. Доктор исторических наук.

## Биография
Родился в проживавшей в Тифлисе армянской семье работника снабжения (в момент рождения ребёнка семья находилась в городе Ленинакане). Учился в Тбилисской 43-й школе, существующей до сих пор, затем получил два высших образования — сперва на историческом факультете Тбилисского государственного университета, а затем на факультете иностранных языков Тбилисского государственного педагогического института, который закончил экстерном. Свободно владел, помимо русского, армянским, грузинским, английским, немецким и французским языками, читал по-голландски, что пригодилось в работе над кандидатской.
В начале 1950-х годов приехал в Москву. В 1953 году окончил аспирантуру Института истории АН СССР, защитив кандидатскую диссертацию «Голландско-английское соперничество и политическая борьба в Голландии в связи с английской революцией (1640—1660 гг.)». Позже участвовал в написании ряда сборников и учебников для университетов в качестве автора разделов, посвящённых Голландии.
После этого работал в Институте марксизма-ленинизма при ЦК, активно участвовал в редактировании Собрания сочинений К. Маркса и Ф. Энгельса Эта работа требовала немалой эрудиции, так как К. Маркс и Ф. Энгельс писали на нескольких языках, и ссылались на книги, также написанные на разных языках, с которыми редактор должен был ознакомится для создания примечаний.
Но главным образом, работая в ИМЭЛ, Норайр Тер-Акопян занимался тематикой азиатского способа производства, которому посвятил ряд статей, был активным участником так называемой Второй дискуссии на эту тему в советской науке (1957—1971). После отставки Хрущёва, дискуссия была постепенно свёрнута, так как её признали идеологически опасной (дискуссия плавно приближалась к утверждению, что в Советском Союзе существовал не социализм, а как раз модифицированный вариант азиатского способа производства). Норайр Тер-Акопян после этого был переведён на работу в сектор Первобытного общества Институт этнографии АН СССР.
В 1991 году издал монографию «Первобытное общество: проблемы теории и истории в трудах К.Маркса и Ф. Энгельса» (1991), которая была защищена им в качестве докторской диссертации. Если многие сторонники официального марксизма в те годы публично отказались от своей позиции, то Н. Б. Тер-Акопян, имевший точку зрения на марксизм, значительно отличную от официальной, свои взгляды поменять отказался.
В эти годы Н. Б. Тер-Акопян занимался также преподаванием истории на историческом факультете Московского педагогического университета. В 1993 году вышел на пенсию, но продолжил работу с текстами Маркса и Энгельса для издаваемого Международным фондом Маркса и Энгельса (IMES) Полного собрания сочинений К.Маркса и Ф.Энгельса на языках оригинала — MARX/ENGELS GESAMTAUSGABE (MEGA).
Н. Б. Тер-Акопян был женат на докторе медицинских наук Гизеле Гайказовне Мелкумовой (1925—1999). В круг его ближайших друзей входили историки и философы Георгий Багатурия (1929—2020), Рой Медведев (род. 1925), Юрий Семёнов (1929—2023), Роланд Симонгулян (1925—1999) и Герасим Григорьев (1925—1997). Их сближали интерес к марксизму, скептическое отношение к некоторым аспектам советского строя (в особенности, к сталинизму), светское и гуманистическое мировоззрение.

## Авторефераты диссертаций
- Голландско-английское соперничество и политическая борьба в Голландии в связи с английской революцией (1640—1660 гг.): Автореферат диссертации на соискание ученой степени кандидата исторических наук / Ин-т истории Акад. наук СССР. — Москва, 1953. — 15 с.
- Первобытное общество: проблемы теории и истории в трудах К. Маркса и Ф. Энгельса : автореферат диссертации на соискание учёной степени доктора исторических наук : 07.00.07 / Ин-т этнологии и антропологии. — Москва, 1992. — 32 с.

## Монография, редакция, переводы
- Первобытное общество: проблемы теории и истории в трудах К. Маркса и Ф. Энгельса / Н. Б. Тер-Акопян; Отв. ред. Ю. И. Семенов; АН СССР, Ин-т этнологии и антропологии им. Н. Н. Миклухо-Маклая. — М. : Наука, 1991. — 247 с.
- Этнографические исследования развития культуры : [Сб. ст.] / АН СССР, Ин-т этнографии им. Н. Н. Миклухо-Маклая; Отв. ред. А. И. Першиц, Н. Б. Тер-Акопян. — М.: Наука, 1985. — 263 с.
- Крапп, Готхольд. Маркс и Энгельс о соединении обучения с производительным трудом и политехническом образовании / Пер. с нем. Н. Б. Тер-Акопяна. — Москва: Просвещение, 1964. — 259 с.
- Льюис Генри Морган. Лига ходеносауни, или ирокезов: [перевод с английского] / Л. Г. Морган; [послесл., с. 277—298, и примеч. Н. Б. Тер-Акопяна]. — Москва: Наука, 1983. — 301 с.
- Джавахарлал Неру. Взгляд на всемирную историю: Письма к дочери из тюрьмы, содержащие свободное изложение истории для юношества : В 3 т. Пер. с англ. под ред. Г. А. Бондаревского и др.; Вступ. статья Р. А. Ульяновского [с. 7-22]. — Москва: Прогресс, 1977. Н. Б. Тер-Акопян выполнил перевод томов 1, 2 и частично 3.
  - Второе издание: Джавахарлал Неру. Взгляд на всемирную историю : В 3 т. / Джавахарлал Неру ; Пер. с англ. под ред. Г. Л. Бондаревского и др. — М. : Прогресс, 1989.
- Статья «Шиллер как историк» в 5 томе собрания сочинений Шиллера (Собрание сочинений В 7 т.: [Пер. с нем.] / Под общ. ред. Н. Н. Вильмонта и Р. М. Самарина; Вступ. статья Н. Н. Вильмонта. — Москва: Гослитиздат, 1955—1957) и комментарии к томам 4 и 5.
- Редакция Собрания сочинений К. Маркса и Ф. Энгельса. Тома: 2, 8, 13, 15, 19, 28, 32, 37, 45.

## Главы и разделы о Голландии
- Всемирная история. М., 1950.
- Первый Интернационал. М., 1965.
- История II Интернационала. М.,1966.
- Новейшая история. 1918—1939. М., 1974.
- Новейшая история стран Европы и Америки. 1939—1970, М., 1971; М., 1975.
- Новая история стран Европы и Америки. М., 1986, Второе издание: М., 2010.

## Избранные статьи
- «Развитие взглядов К.Марка и Ф.Энгельса на азиатский способ производства и земледельческую общину» (1965)
- «К.Маркс и Ф.Энгельс об азиатском способе производства»(1965)
- «Признание азиатского способа производства не изменит сути марксистского учения о формациях» (1966)
- «Маркс и Энгельс об азиатском способе производства и земледельческой общине». В сборнике: Из истории марксизма и международного рабочего движения [с. 167-220]. — Москва: Издательство политической литературы, 1973.
- «К истории термина и понятия «первобытный коммунизм»». В сборнике: История социалистических учений [с. 3-26]. — Москва: Наука, 1986.